# 宰采韋 (巴赫穆特市鎮)
宰采韋（羅馬化：Zaitseve）是位於烏克蘭東部的村莊，由頓涅茨克州巴赫穆特區的巴赫穆特市鎮負責管轄，惟於俄羅斯入侵烏克蘭中被佔領。
這村的海拔高度191米，2001年人口1162人。

## 歷史
在1932-1933年的烏克蘭大饑荒中，至少有109名村民過世。
在俄烏戰爭中，經過長達數月的前線膠着，俄軍終於在2022年10月9日奪下該村，更有報導指俄軍於這裏利用地庫行酷刑。

## 人口統計
1858年時，人口為888人，到1886年已增至1093人，而1897年再增至1372人。
根據 2001年烏克蘭人口普查，村民的母語分配如下：
- 烏克蘭語：91.7%
- 俄語：8.3%
- 其他：<0.1%